# Антуанетта де Мерод
Антуанетта Гислена де Мерод (28 сентября 1828, Брюссель — 10 февраля 1864, Париж) — княгиня Монако, супруга князя Карла III.

## Биография
Дочь графа Вернера де Мерод (1797—1840) и его супруги, графини Виктории де Шпанген д’Юйтернессе (1797—1845). Она была сестрой Луизы де Мерод и тётей Марии Виттории даль Поццо, королевы Испании в течение трёх лет.
В свой восемнадцатый день рождения, 28 сентября 1846 года, в Брюсселе она вышла замуж за Карла III, князя Монако. Это была двойная свадьба, поскольку её старшая сестра Луиза в тот же день вышла замуж за Карла Эмануэля даль Поццо.
Благодаря её щедрому приданому князь Карл III смог финансировать строительство казино Монте-Карло, чтобы привлечь больше богатых туристов в княжество.
После свадьбы супруги предпочли жить не в Монако, а во Франции, где Антуанетта приобрела шато де Марше. 13 ноября 1848 года в Париже она родила сына Альбера, будущего князя Монако. Брак был счастливым, и Карл назвал жену ангелом. Известная в Париже под именем герцогиня Валентинуа, она вращалась в парижских светских кругах Второй империи .
Антуанетта часто посещала французский императорский двор, где её свекровь представила императрице Евгении. Она присутствовала при французском дворе во время государственного визита королевы Великобритании Виктории в 1855 году. Тогда она вместе со свекровью пыталась устроить брак между своим Альбером и одной из дочерей Виктории; в конечном итоге это привело к браку между Альбером и леди Марией Викторией Дуглас-Гамильтон.
Княгиня всячески поддерживала своего супруга, который стремительно терял зрение, и свою стареющую свекровь, которая также была политической советницей сына. В 1862 году у неё был диагностирован рак, и врачи посоветовали ей не покидать дом во Франции.
Антуанетта де Мерод умерла 10 февраля 1864 года в Париже в возрасте 35 лет и была похоронена в Соборе Святого Николая в Монако.